# Ukraińska Superliha Koszykarska Mężczyzn
Ukraińska Superliha Koszykarska Mężczyzn (ukr. Українська баскетбольна суперліга) – najwyższa w hierarchii klasa męskich ligowych rozgrywek koszykarskich na Ukrainie, będąca jednocześnie najwyższym szczeblem centralnym (I poziom ligowy), utworzona w 1992 roku i zarządzana przez Ukraiński Związek Koszykówki (FBU) (ukr. ФБУ – Федерація баскетболу України). Rywalizacja w niej toczy się – co sezon, systemem ligowym wraz z play-offami. Jej triumfator zostaje Mistrzem Ukrainy. Do roku 1996 liga nazywała się Wyszcza liha Ukrainy w koszykówce (ukr. Вища ліга України з баскетболу).
Na koniec każdego sezonu drużyny, które nie utrzymały się w lidze, są relegowane do Wyszczej Lihi, a ich miejsca zajmowane są przez najlepsze zespoły z Wyszczej ligi. Najlepsze zespoły Superligi otrzymują możliwość gry w europejskich turniejach: Euroliga, ULEB Eurocup i EuroChallenge pod patronatem Europejskiej Federacji Koszykówki (FIBA).

## Historia
W 1991 roku, zaraz po upadku Związku Radzieckiego, Ukraina zorganizowała własne mistrzostwa w koszykówce mężczyzn (wcześniej ukraińskie drużyny uczestniczyli w rozgrywkach mistrzostw ZSRR). Pierwsza edycja odbyła się w sezonie 1992 pod nazwą Mistrzostw Ukrainy w koszykówce mężczyzn. Wyszcza liha, chociaż Federacja Koszykówki Ukrainy (FBU) została założona dopiero 28 lutego 1992 roku, a 10 lipca 1992 roku oficjalnie przyjęta do Międzynarodowej Federacji Koszykówki (FIBA). Pierwszym mistrzem został klub ze stolicy kraju Budiwelnyk Kijów, który od dawna uważany jest za największy zespół ukraińskiej koszykówki. Hegemonia kijowskiego klubu trwała przez sześć sezonów, podczas których zawodnicy innych klubów faktycznie nie mogli na równych walczyć z „budowniczymi”. Latem 1996 liga zmieniła nazwę na Ukraińska Superliha Koszykówki Mężczyzn. Ten wyścig za liderem doprowadził w połowie lat 90. XX wieku do zaproszenia pierwszych obcokrajowców przez ukraińskie zespoły. Pod koniec wieku, priorytety w Superlidze się zmieniły – poważne problemy finansowe, których doznały kluby ze stolicy Budiwelnyk i Dandy-Basket Kijów, doprowadziły do sytuacji, że ich miejsce zajęły Bipa-Moda Odessa, Azowmasz Mariupol i nowo powstały BK Kijów. Konfrontacje pomiędzy dwoma ostatnimi klubami trwały prawie całą pierwszą dekadę XXI wieku. Od 2005 do 2007 roku kluby z Mariupola i Kijowa ciągle reprezentowały Ukrainę w finale Ligi Europejskiej FIBA. Od 2007 roku kluby Superligi wystąpiły w europejskich rozgrywkach Pucharu ULEB. W 2008 dominacja obcokrajowców w czołowych klubach Ukrainy i rzeczywisty brak konkurencji przeciwko hegemonii Azowmaszu Mariupol i BK Kijów, doprowadziły do kryzysu w ukraińskiej koszykówce. Część klubów z Superligi nie osiągnęła porozumienia z Ukraińskim Związkiem Koszykówki i zorganizowała własne, alternatywne rozgrywki o nazwie UBL, w których uczestniczyło 10 zespołów, w tym znane Budiwelnyk Kijów i BK Odessa. W rozgrywkach oficjalnych mistrzostw pozostało tylko 8 klubów. Kryzys finansowy, którego doznała koszykówka w Europie w 2009 roku, zmusił strony konfliktu do szukania pojednania. 16 lipca 2009 konflikt został zażegnany i kluby postanowiły zorganizować wspólne rozgrywki i już w sezonie 2009/10, w mistrzostwach Ukrainy wzięło udział 15 najlepszych drużyn.
W sezonie 2015/16 ponownie mistrzostwa Ukrainy rozgrywane w dwóch osobnych ligach, podporządkowanej Federacji zwanej Superliga Favorit Sport oraz w Ukraińskiej Superlidze Koszykarskiej. Po rundzie zasadniczej, prowadzono turniej play-off. A w serii finałowej, BK Dnipro wygrał z wynikiem 3:0 z Budiwelnykiem Kijów, stając się zwycięzcą Superligi. Latem 2016, po porozumieniu z Ukraińską Federacją, obie ligi zostały zjednoczone w Superligę.

## Skład ligi w sezonie 2019/20
W sezonie 2019/20 w rozgrywkach występowało 9 zespołów.
- Czerkaśki Mawpy Czerkasy
- Chimik Jużne
- BK Dnipro
- Kyjiw-Basket Kijów
- MBK Mikołajów
- BK Odessa
- Politechnik Charków
- Prometej Kamieńskie
- BK Zaporoże

## Mistrzowie i pozostali medaliści
| Sezon                                                                    | K | K | T  | Mistrz                       | Wicemistrz           | III miejsce              | Br. | Król strzelców                                 | Uwagi                                                |
| Wyszcza liha Ukrainy w koszykówce (ukr. Вища ліга України з баскетболу)  |   |   |    |                              |                      |                          |     |                                                |                                                      |
| 1992                                                                     |   |   | 1  | Budiwelnyk Kijów             | MKI Mikołajów        | Spartak Ługańsk          |     |                                                | 8 klubów                                             |
| 1992/93                                                                  |   |   | 2  | Budiwelnyk Kijów             | SKA-Hazda Kijów      | Korabeł Mikołajów        |     |                                                | 12 klubów                                            |
| 1993/94                                                                  |   |   | 3  | Budiwelnyk-Anakonda Kijów    | Kyjiw-Basket Kijów   | BIPA-Moda Odessa         |     |                                                | 12 klubów, finał 3–0                                 |
| 1994/95                                                                  |   |   | 4  | Budiwelnyk-Dniproinkom Kijów | Kyjiw-Basket Kijów   | Szachtar-ASCO Donieck    |     |                                                | 12 klubów, finał 3–0                                 |
| 1995/96                                                                  |   |   | 5  | Budiwelnyk-Chorda Kijów      | Szachtar Donieck     | Dandy-Basket Kijów       |     |                                                | 12 klubów                                            |
| Ukraińska Superliha Koszykarska (ukr. Українська баскетбольна суперліга) |   |   |    |                              |                      |                          |     |                                                |                                                      |
| 1996/97                                                                  |   |   | 6  | Budiwelnyk-Chorda Kijów      | BIPA-Moda-SKA Odessa | Dandy-Basket Kijów       |     |                                                | 8 klubów, finał 3–2                                  |
| 1997/98                                                                  |   |   | 1  | BIPA-Moda-SKA Odessa         | Budiwelnyk Kijów     | SK Mikołajów             |     |                                                | 9 klubów, finał 3–0                                  |
| 1998/99                                                                  |   |   | 2  | BIPA-Moda-SKA Odessa         | CSKA-Riko Kijów      | Budiwelnyk Kijów         |     |                                                | 10 klubów, finał 3–2                                 |
| 1999/00                                                                  |   |   | 1  | BK Kijów                     | MBK Odessa           | CSKA-Ukrtatnafta Kijów   |     |                                                | 12 klubów, finał 3–2                                 |
| 2000/01                                                                  |   |   | 3  | BK Odessa                    | BK Kijów             | Azowmasz Mariupol        |     |                                                | 12 klubów, finał 3–2                                 |
| 2001/02                                                                  |   |   | 4  | MBK Odessa                   | BK Kijów             | Azowmasz Mariupol        |     |                                                | 12 klubów, finał 3–2                                 |
| 2002/03                                                                  |   |   | 1  | Azowmasz Mariupol            | MBK Odessa           | BK Kijów                 |     |                                                | 11 klubów, finał 4–0                                 |
| 2003/04                                                                  |   |   | 2  | Azowmasz Mariupol            | BK Kijów             | MBK Odessa               |     |                                                | 12 klubów, finał 4–2                                 |
| 2004/05                                                                  |   |   | 2  | BK Kijów                     | Azowmasz Mariupol    | Chimik Jużne             |     |                                                | 13 klubów, finał 3–0                                 |
| 2005/06                                                                  |   |   | 3  | Azowmasz Mariupol            | BK Kijów             | Chimik Jużne             |     |                                                | 14 klubów, finał 3–1                                 |
| 2006/07                                                                  |   |   | 4  | Azowmasz Mariupol            | BK Kijów             | Chimik Jużne             |     |                                                | 13 klubów, finał 3–2                                 |
| 2007/08                                                                  |   |   | 5  | Azowmasz Mariupol            | BK Kijów             | Chimik Jużne             |     |                                                | 12 klubów, finał 3–1                                 |
| 2008/09                                                                  |   |   | 6  | Azowmasz Mariupol            | BK Donieck           | Chimik Jużne             | MVP | Manuczar Markoiszwili (BK Kijów)               | 8 klubów, finał 3–0, część klubów grało w UBL        |
| 2009/10                                                                  |   |   | 7  | Azowmasz Mariupol            | Budiwelnyk Kijów     | Ferro-ZNTU Zaporoże      | MVP | Charles Thomas (Ferro-ZNTU Zaporoże)           | 14 klubów, finał 3–2                                 |
| 2010/11                                                                  |   |   | 7  | Budiwelnyk Kijów             | BK Donieck           | Howerła Iwano-Frankiwsk  | MVP | Ramel Curry (Azowmasz Mariupol)                | 13 klubów, finał 4–3                                 |
| 2011/12                                                                  |   |   | 1  | BK Donieck                   | Azowmasz Mariupol    | Ferro-ZNTU Zaporoże      | MVP | Ramel Curry (BK Donieck)                       | 14 klubów, finał 4–0                                 |
| 2012/13                                                                  |   |   | 8  | Budiwelnyk Kijów             | Azowmasz Mariupol    | Ferro-ZNTU Zaporoże      | MVP | Malcolm Delaney (Budiwelnyk Kijów)             | 14 klubów, finał 4–3                                 |
| 2013/14                                                                  |   |   | 9  | Budiwelnyk Kijów             | Chimik Jużne         | Azowmasz Mariupol        | MVP | Dariusz Ławrynowicz (Budiwelnyk Kijów)         | 14 klubów, finał 3–1                                 |
| 2014/15                                                                  |   |   | 1  | Chimik Jużne                 | BK Dnipro            | Budiwelnyk Kijów         | MVP | Derek Needham (Chimik Jużne)                   | 11 klubów, finał 3–0                                 |
| Superliha Favorit Sport (ukr. Суперліга Фаворит Спорт)                   |   |   |    |                              |                      |                          |     |                                                |                                                      |
| 2015/16                                                                  |   |   | 2  | Chimik Jużne                 | Dynamo Kijów         | Krywbasbasket Krzywy Róg | MVP | Dmytro Hlebow (Krywbasbasket Krzywy Róg)       | 9 klubów, finał 3–1, część klubów grało w Superlidze |
| Ukraińska Superliha Koszykarska (ukr. Українська баскетбольна суперліга) |   |   |    |                              |                      |                          |     |                                                |                                                      |
| 2016/17                                                                  |   |   | 10 | Budiwelnyk Kijów             | Chimik Jużne         | BK Dnipro                | MVP | Henry Dugat (Budiwelnyk Kijów)                 | 11 klubów, finał 3–1                                 |
| 2017/18                                                                  |   |   | 1  | Czerkaśki Mawpy Czerkasy     | BK Dnipro            | Chimik Jużne             | MVP | Ołeksandr Kołczenko (Czerkaśki Mawpy Czerkasy) | 8 klubów, finał 3–0                                  |
| 2018/19                                                                  |   |   | 3  | Chimik Jużne                 | Kyjiw-Basket Kijów   | BK Zaporoże              | MVP | Malique Trent (BK Zaporoże)                    | 8 klubów, finał 3–0                                  |
| 2019/20                                                                  |   |   | 1  | BK Dnipro                    | Kyjiw-Basket Kijów   | Prometej Kamieńskie      |     |                                                | 9 klubów, sezon nie dograno z powodu COVID-19        |

## Statystyka

### Klasyfikacja według klubów
W dotychczasowej historii Mistrzostw Ukrainy na podium oficjalnie stawało w sumie 17 drużyn. Liderem klasyfikacji jest Budiwelnyk Kijów, który zdobył 10 tytułów mistrzowskich.
Stan na maj 2019.
| Lp. | Klub                     | Miejsca na podium | Miejsca na podium | Miejsca na podium | Zwycięskie sezony                                             |   |   |                                                                                       |
| --- | ------------------------ | ----------------- | ----------------- | ----------------- | ------------------------------------------------------------- | - | - | ------------------------------------------------------------------------------------- |
| Lp. | Klub                     | 1.                | Budiwelnyk Kijów  | 10                | Zwycięskie sezony                                             | 2 | 2 | 1992, 1992/93, 1993/94, 1994/95, 1995/96, 1996/97, 2010/11, 2012/13, 2013/14, 2016/17 |
| 2.  | Azowmasz Mariupol        | 7                 | 3                 | 3                 | 2002/03, 2003/04, 2005/06, 2006/07, 2007/08, 2008/09, 2009/10 |   |   |                                                                                       |
| 3.  | BK Odessa                | 4                 | 3                 | 1                 | 1997/98, 1998/99, 2000/01, 2001/02                            |   |   |                                                                                       |
| 4.  | Chimik Jużne             | 3                 | 2                 | 6                 | 2014/15, 2015/16, 2018/19                                     |   |   |                                                                                       |
| 5.  | BK Kijów                 | 2                 | 6                 | 1                 | 1999/00, 2004/05                                              |   |   |                                                                                       |
| 6.  | BK Donieck               | 1                 | 2                 | 0                 | 2011/12                                                       |   |   |                                                                                       |
| 7.  | Czerkaśki Mawpy Czerkasy | 1                 | 0                 | 0                 | 2017/18                                                       |   |   |                                                                                       |
| 8.  | Kyjiw-Basket Kijów       | 0                 | 3                 | 2                 |                                                               |   |   |                                                                                       |
| 9.  | CSKA Kijów               | 0                 | 2                 | 1                 |                                                               |   |   |                                                                                       |
| 9.  | BK Dnipro                | 0                 | 2                 | 1                 |                                                               |   |   |                                                                                       |
| 11. | MBK Mikołajów            | 0                 | 1                 | 2                 |                                                               |   |   |                                                                                       |
| 12. | Szachtar Donieck         | 0                 | 1                 | 1                 |                                                               |   |   |                                                                                       |
| 13. | Dynamo Kijów             | 0                 | 1                 | 0                 |                                                               |   |   |                                                                                       |
| 14. | Ferro-ZNTU Zaporoże      | 0                 | 0                 | 4                 |                                                               |   |   |                                                                                       |
| 15. | Howerła Iwano-Frankiwsk  | 0                 | 0                 | 1                 |                                                               |   |   |                                                                                       |
| 15. | Krywbas Krzywy Róg       | 0                 | 0                 | 1                 |                                                               |   |   |                                                                                       |
| 15. | Spartak Ługańsk          | 0                 | 0                 | 1                 |                                                               |   |   |                                                                                       |

### Klasyfikacja według miast
Siedziby klubów: Stan na maj 2019.
| Miasto   | Liczba tytułów | Drużyny                             |
| -------- | -------------- | ----------------------------------- |
| Kijów    | 12             | Budiwelnyk Kijów (10), BK Kijów (2) |
| Mariupol | 7              | Azowmasz Mariupol (7)               |
| Odessa   | 4              | BK Odessa (4)                       |
| Jużne    | 3              | Chimik Jużne (3)                    |
| Czerkasy | 1              | Czerkaśki Mawpy Czerkasy (1)        |
| Donieck  | 1              | BK Donieck (1)                      |

## Nagrody
Po zakończeniu każdego sezonu w Superlidze nominowane są nagrody:
- MVP finału
- Najlepszy Zawodnik Roku
- Najlepszy Obrońca Roku
- Najlepszy Skrzydłowy Roku
- Najlepszy Środkowy Roku
- Najlepszy Ukraiński Zawodnik Roku
- Najlepszy Obcokrajowiec Roku
- Najlepszy w obronie Roku
- Najlepszy Młody Zawodnik Roku
- Najlepszy Trener Roku